# 1908 en droit
Cet article présente les faits marquants de l'année 1908 en droit.

## Événements
- Congo :
  - 18 octobre : la Charte coloniale de 1908 formalise la reprise du Congo par la Belgique et organise le droit public colonial de l’État[1].
- France :
  - avril : lois modifiant la loi du 9 décembre 1905 sur la séparation des Églises et de l’État 
    - 13 avril : loi considérant les Églises comme des propriétés communales et prévoyant des mutualités ecclésiastiques (pour les retraites, etc.)[2].
    - 14 avril : loi modifiant les articles 6, 7, 9, 10, 13 et 14.

  - 6 juin : loi rendant obligatoire pour le juge la demande de conversion de séparation de corps en divorce présentée par l'un des deux époux trois ans après le jugement ;
  - 8 décembre : en France, le projet de loi visant à abolir la peine de mort soumis aux députés par Aristide Briand, garde des Sceaux du gouvernement Georges Clemenceau, est repoussé par 330 voix contre 201.
  - Réédition de L'individualisation de la peine du juriste français Raymond Saleilles, publié en 1898.

## Naissances
- Jean Carbonnier, juriste français, spécialiste de droit civil (décédé en 2003)
- Paul Durand, juriste français, spécialiste de droit privé et de droit social(décédé en 1960)
- Jean Gaudemet, historien français du droit (décédé en 2001)
- André Gros, juriste et professeur de droit français, juge à la Cour internationale de justice (décédé en 2003)
- Thurgood Marshall, juriste américain, le premier Noir à avoir siégé, de 1967 à 1991, à la Cour suprême des États-Unis (décédé en 1993)
- Telford Taylor, avocat américain, assistant lors des procès de Nuremberg après la Seconde Guerre mondiale de Robert H. Jackson, président du Conseil de procureurs (décédé en 1998)

## Décès
- Alphonse Boistel, juriste français, professeur de droit civil, directeur de 1875 à 1907 de la Revue générale du droit (né en 1836)
- George Burbidge, juriste canadien, avocat et premier juge nommé à la tête de la Cour de l'Échiquier en 1887 (né en 1847)
- Louis-Napoléon Casault, juriste canadien, juge à la Cour supérieure du Québec et homme politique (né en 1823)